# Smeringopina armata
Smeringopina armata is een spinnensoort uit de familie trilspinnen (Pholcidae). De soort komt voor in Kameroen.